# Sinntalbrücke Schaippach
Die Sinntalbrücke Schaippach ist eine 442 m lange Brücke der Schnellfahrstrecke Hannover–Würzburg. Sie überspannt bei Streckenkilometer 289,0 östlich des Stadtteils Schaippach der unterfränkischen Stadt Gemünden am Main die Sinn, nach der sie benannt ist.
Die bis zu 23 m hohe und auf neun Pfeilern ruhende Einfeldträger-Brücke ist die südlichste der Sinn-Brücken der Neubaustrecke und überquert auch die Bahnstrecke Flieden–Gemünden. In südlicher Richtung schließt sich der Einmalbergtunnel an.

## Geschichte
Mit dem Baubeginn im Oktober 1980 war die Brücke als erstes großes Ingenieurbauwerk im Südabschnitt im Bau. (Den offiziellen Baubeginn markierte erst der Anschlag des Einmalbergtunnels im Mai 1981). Sie war bereits 1983 fertiggestellt gewesen. Mit der Realisierung wurde das Unternehmen Adam Hörnig beauftragt. Die Auftragssumme betrug  etwa 11,8 Millionen D-Mark (rund 6 Millionen Euro).
Mitte 1981 wurde die Fertigstellung des Bauwerks für Oktober 1983 erwartet.
In der Planungs- und Bauphase lag die Brücke zwischen den Baukilometern 272,270 und 272,760.
Im August 1985 waren auf der Brücke bereits die Gleise gelegen. Die Brücke ging, zusammen mit dem Südabschnitt der Neubaustrecke, Ende Mai 1988 in regulären Betrieb und wird seither mit bis zu 250 km/h von Personenfern- und Güterzügen befahren. Bereits ab 1986 wurde sie von verschiedenen Versuchs- und Erprobungszügen befahren.

## Konstruktion und Bau
Das Bauwerk weist eine Gesamtstützweite von 422,29 m auf. Diese setzt sich zusammen aus acht Feldern mit 42,5 m Stützweite sowie einem Feld mit 51,5 m und einem Endfeld mit 30,79 m. Der Brückenüberbau wurde im Taktschiebeverfahren hergestellt. Dazu wurden die Einfeldträger durch Spannglieder zusammengespannt, die nach dem Erreichen der endgültigen Lage des Überbaus wieder entspannt wurden. Im Jahr 1981 war noch eine kürzere Brücke mit Stützweiten von 8 × 40,25 m, 49,25 m und 28,75 m geplant worden.
Das Bauwerk besitzt eine Flachgründung.